# Premi UPC de Ciència-Ficció
Els Premis UPC de ciència-ficció és concedit des de 1991 per la Universitat Politècnica de Catalunya (UPC) que, a la seva web diu "En el marc d'un conjunt d'iniciatives de dinamització cultural i artística impulsades pel Consell Social, i amb l'objectiu d'una educació integral, es va organitzar per primera vegada aquest premi l'any 1991. La ciència-ficció és el gènere literari més adequat per a una universitat com la UPC, perquè unifica els conceptes de ciència, tècnica i literatura, i introdueix els estudiants en conceptes de ficció que corresponen a la realitat." Ha estat impulsat per Miquel Barceló profesor de la UPC i escriptor. Les obres premiades estan publicades per edicións B a la seva col·lecció NOVA. Entre altres invitats han acudit a l'entrega dels premis Marvin Minsky, Brian W. Aldiss, Orson Scott Card. En 2011 no hi ha convocatòria, i des de 2012 és bianual, sense dotació econòmica, i entre 2012 i 2016 el llibre només es publicà digitalment.